# برونثالول
برونثالول وهو أحد حاصرات المستقبل بيتا الودي المبكرة والتي درست سريريا. لم يستخدم لاحقا بسبب تأثيره المسرطن في الفئران، ويعتقد أن السبب يعود لتكوين مركبات ناتجة عن نفثالين إيبوكسايد.